# Чумфон
Чумфон е една от 76-те провинции на Тайланд. Столицата ѝ е едноименния град Чумфон. Населението на провинцията е 446 206 жители (2000 г. – 57-а по население), а площта 6009 кв. км (38-а по площ). Намира се в часова зона UTC+7. Разделена е на 8 района, които са разделени на 70 общини и 674 села.